# Asuka Terada
Pour les articles homonymes, voir Terada.
Asuka Terada (寺田 明日香, Terada Asuka), née le 14 janvier 1990 à Sapporo, est une athlète japonaise, spécialiste des courses de haies.

## Biographie
Elle remporte trois titres nationaux entre 2008 et 2010, établissant en 2009 un record personnel de 13 s 05 qui est aussi le record national junior.
Elle met un terme à sa carrière en 2013, à 23 ans, à la suite de plusieurs blessures et de troubles alimentaires. En 2016, elle commence une carrière dans le rugby à sept, qu'elle arrête en décembre 2018 pour reprendre le 100 m haies.
Le 17 août 2019, soit trois mois après son retour sur les haies, elle égale à Fukui le record national de 13 s 00 datant de 2000. Deux semaines plus tard, elle devient la première Japonaise de l'histoire sous les 13 s, lorsqu'elle court en 12 s 97 à Fujiyoshida.
Le 29 avril 2021, elle porte son propre record du Japon à 12 s 96 lors du Mémorial Mikio Oda, avant de l'améliorer en 12 s 87 en juin.
Elle remporte le titre national en 13 s 09 à Osaka, son premier depuis 2010.

## Palmarès

### International
| Date | Compétition         | Lieu   | Résultat | Épreuve     | Temps   |
| ---- | ------------------- | ------ | -------- | ----------- | ------- |
| 2009 | Championnats d'Asie | Canton | 2e       | 100 m haies | 13 s 20 |
| 2010 | Coupe continentale  | Split  | 8e       | 100 m haies | 13 s 67 |
| 2010 | Jeux asiatiques     | Canton | 5e       | 100 m haies | 13 s 29 |

### National
- Championnats du Japon d'athlétisme
  - Championne du 100 mètres haies en 2008, 2009, 2010 et 2021